# 楊紹鴻
楊紹鴻（英語：Gary Yeung Siu Hung，1960年5月24日—），香港電視劇製作人、演唱會監製、填詞人，2005年至2008年曾任亞洲電視戲劇及藝員營運部副總裁。

## 背景
他是家中獨子，早年分別在九龍長沙灣的木屋區、砵蘭街舊樓的板間房和北帝街成長。父親在楊四歲時離世。母親則是旺角新興大廈樓下涼茶舖的員工。楊紹鴻就讀萃華英文書院（1978年中五上午校；登打士街分校）。在校期間是校內劇社社長，曾邀請黎永強、龍剛、龍天生和蘇杏璇等演藝界人士到校演講或教授演藝技巧。亦是班長與領袖生。及後在1978年，楊經黎永強引薦應徵無綫電視。本來有意任助理編導，卻因職位名額滿的關係而加入無綫電視葵涌製作廠房任職燈光師，一年多後基於畏高的因素而辭職，轉到中學母校任辦公室文員，為時半年。再重新應徵無綫戲劇組助理編導，受聘於當時任製作總監的馮淬帆。然後升為製作統籌和編導。80年代已隨蕭笙前往中國內地製作香港歌手演唱會。
1990年因為人事上的問題，加上林百欣羅致人才的情況下，楊紹鴻跳槽亞洲電視。初期任職高級編導、後晉升監製和製作經理。他於1992年至1993年就劇集《開心鬼福星》的收視問題，與電視台的製作部節目品質管理小組產生言語衝突。其時楊被指私自改寫原本質素差的劇本而令小組成員誤解。最終公司一方同意給予機會讓他試當監製，他才撤回離職決定。結果楊監製的首部電視劇《中國教父》獲得當年亞洲電視劇集收視之冠，更馬上開拍續集《中國教父II再起風雲》。此後他任監製多年，製作過無數經典劇集，至1998年吳征入主亞洲電視，解散了製作部，致使楊被裁員。適逢一位上司邀請楊到內地發展，楊到中國大陸製作電視劇集，當時第一部製作的電視劇為《少年英雄方世玉》。。後來在2003年，他感到身體不適，需要回港休息。於是把工作重心重投亞洲電視，且為電視台拍攝了《愛在有情天》。不過電視台管理失當，楊唯有在於2004年二度離開電視台。
一年後，即2005年起應邀出任亞洲電視戲劇及藝員營運部副總裁，2008年離開。在過去十多年，楊在亞洲電視三進三出，無論中港台，楊紹鴻製作過不少膾炙人口的電視劇，曾經數度令友台受到收視上的威脅，2011年受聘於台灣壹電視擔任製作總監；2019年加入劉德華旗下的影藝電視製作公司，與內地平台合作製作電視劇。2020年礙於身體健康問題，計劃移居泰國休養，並因此而製作了一個電台紀念節目《一起走過》及電視節目《一起走過的歲月》；更被唱片公司邀請拍攝了一個名為《音樂旅情》的節目，大受歡迎；但他說明不是退休，因為他對影視行業仍有一團火，手上仍有很多好看的故事，他暫時離開香港只是休息而已。楊紹鴻現正籌備一部電影準備於2024年頭開拍。

## 電視劇集
助理編導（無綫電視）
- 1980年：上海灘、上海灘續集、仁者無敵、千王之王、衝擊
- 1981年：四季情、風雨晴、妙手神偷、紅顏
- 1982年：男子漢、福星高照、蘇乞兒、愛情安歌 Encore、獵鷹
- 1983年：天降財神、鴨仔里春光、鬼咁夠運、北斗雙雄

製作統籌（無綫電視）
- 1983年：奶奶早晨
- 1984年：扭計雙星、老爺大過天、秋瑾、楚留香之蝙蝠傳奇
- 1985年：後生可畏

導演（無綫電視）
- 1986年：陸小鳳之鳳舞九天、神劍魔刀、英雄故事
- 1987年：成吉思汗
- 1988年：洪熙官、太平天國
- 1989年：人海虎鯊、公私三文治、天涯歌女
- 1990年：月兒彎彎照九州、蜀山奇俠、歡樂山城

高級導演（亞洲電視）
- 1991年：上海一九四九、觸電情緣、香港奇案II
- 1992年：開心鬼福星
- 1993年：天蠶變之再與天比高

## 監製列表

### 電視劇（亞洲電視）
- 1993年：中國教父
- 1994年：中國教父II再起風雲、碧血青天楊家將
- 1995年：碧血青天珍珠旗、殭屍道長、新包青天（製作策劃）
- 1996年：再見艷陽天
- 1997年：國際刑警
- 1998年：穆桂英之大破天門陣、穆桂英之十二寡婦征西
- 2000年：妳想的愛
- 2004年：愛在有情天
- 2006年：大城小故事、義無反顧（策劃）
- 2007年：靈舍不同、十六不搭喜趣來、笨小孩
- 2008年：火蝴蝶
- 2009年：亂世艷陽天

### 電視劇（中國大陸）
- 1999年：少年英雄方世玉、洪文定
- 2000年：武狀元蘇燦、方謬神探
- 2001年：風雲兒女、流氓太醫、機靈小不懂
- 2002年：情義兩重天、越活越精彩
- 2003年：倩女幽魂
- 2005年：新九品芝麻官
- 2005年：方德與苗翠花
- 2013年：嚴冬裡的春天

### 電視劇（台灣壹電視）
- 2011年：真的漢子

### 電視劇（泰國WSMTV電視台）
- 2015年：人間定格，泰快樂、越墮落

### 舞台劇
- 2010年: 審死官
- 2011年: 情歸何處
- 2012年: 幽靈人間
- 2014年: 澀青之我本善良
- 2017年：誰來愛我
- 2017年：一代風流長亭夢
- 2018年：秘密 . 絕代芳華
- 2023年：豪門瘋暴

### 演唱會
- 麗的亞視半世紀演唱會（紅館）
- 朗嘎拉姆我只在乎你演唱會（伊館）
- 朗嘎拉姆何日君再來演唱會（伊館）
- 朗嘎拉姆我和你演唱會（香港大會堂，沙田大會堂）
- 世紀電影金曲演唱會 （伊館）
- 無言的結局演唱會 （伊館）
- 獅子山下金曲情演唱會 （尖沙咀文化中心）
- 粵曲小曲流行曲演唱會 （尖沙咀文化中心）
- 真經典電視主題曲演唱會 （伊館）
- 情牽金曲百樂門演唱會 （尖沙咀文化中心）
- 金曲滿天星演唱會 （伊館）
- 有FOLK氣演唱會 （伊館）
- 陳秀雯全新震盪演唱會 （伊館）
- 青山金曲當年情演唱會 （尖沙咀文化中心）
- 寶島歌王謝雷情繫香江35年演唱會 （尖沙咀文化中心）
- 謝雷楊燕寶島金曲話當年演唱會 （伊館）
- 一柳柔情有影虹演唱會 （尖沙咀文化中心）
- 羅聲響起豐盛時代演唱會 （尖沙咀文化中心）
- 最愛麗莎全經典演唱會 （伊館）
- 任曲生輝藝劍鳴演唱會 （新光戲院）
- 丁凡45週年光輝耀舞台演唱會 （尖沙咀文化中心）
- 陳美齡《美麗人生半世紀》演唱會 （尖沙咀文化中心）

## 參與節目
主持
- 一起走過（香港電台）
  - 第一輯（2020年～2021年，夥拍江美儀）
  - 第二輯（2021年～2022年，夥拍寶珮如）
  - 第三輯（2022年，夥拍文頌嫻）
- 2022年 一起走過的歲月（香港電台）
- 2022年 音樂旅情
- 2023年 台友情緣的歲月
- 2023年 泰友情緣的歲月

嘉賓
- 2012年：亞視百人（第56集，亞洲電視）

## 個人創作
填詞作品
- 葉振棠、呂珊、方伊琪、陳浩德、Joe Junior、方麗盈、大AL、李麗霞、李龍基、蘇珊、尹光、劉雅麗、吳香倫、威利 （向世界歌唱）
- 劉雅麗、譚偉權〈若我再活多一次〉
- 葉振棠
〈你是我的眼〉、〈這首歌〉、〈世界由我造〉（電視劇《我來自廣州》主題曲）[註 6]、
醉凡塵（電視劇《少年英雄方世玉》主題曲）
- 張學友〈不願再纏绵〉
- 陳秀雯〈緣訂今生〉、〈疾風勁草〉、〈愛在有情天〉、〈真相〉、〈風雲歲月〉、〈醉倒桃花紅〉
- 羅文〈天國夢〉
- 葉麗儀〈莫問我是誰〉
- 陳明〈世事難料〉
- 甄子丹〈理想〉
- 劉愷威〈大智〉
- 陳松伶
〈夜上海〉、〈小小洞房〉、〈永遠的微笑〉、〈四季歌〉、〈送君〉、〈蘇州河邊〉（與溫兆倫合唱）、
〈夢中人〉、〈幸褔祇有愛〉
- 鄭少秋〈情鎖〉
- 田蕊妮〈緣來是註定〉（電視劇《穆桂英》插曲）
- 麥子杰、王佩〈愛不了忘不了（電視劇《雪花神劍》主題曲）
- 太極樂隊〈緣〉[註 7]
- Maria Cordero〈也許無緣〉
- Maria Cordero〈星光背影〉
- 陳展鵬〈這一天，那一天〉
- 巫奇〈不如不說〉
- 陳志朋〈青春是最好〉
- 小雪〈讓你愉快〉
- 羅嘉良〈越陷越深〉
- 柯以敏〈愛我〉（粤語版）
- 夏韶聲〈綠印淚〉
- 杜文蔚〈一生需要幾個男人〉（辛曉琪〈女人何苦為難女人〉粵語版、電視劇《與狼共枕》主題曲）
- 朗嘎拉姆〈承諾〉
- 杜德偉 〈誰伴我今晚〉
- 譚耀文 〈無力再戀〉
- 李麗霞 〈唯有是你〉、〈我要唱K歌〉
- 甄楚倩 〈不想說多句〉
- 林志豪 〈今生情不變〉（國語版）
- 呂頌賢 〈今生情不變〉（粤語版）
- 寶珮如 〈郎心如鐵〉
- 呂頌賢、寶珮如 〈遇見他〉
- 容錦昌 〈美夢成真〉
- 中國力量 〈事事未滿足〉 、〈愛的季節〉
- 陳浩德、方伊琪 〈愛上你是一生傳奇〉

書籍
- 2016年：《一起走過的日子》[10][11][12]

## 外部連結
- 楊紹鴻的新浪微博